# Botch
Botch es una banda de grindcore formada en 1993 en Tacoma, Washington, integrada por Brian Cook, Dave Knudson, Tim Latona y Dave Verellen. 

## Historia
Pasaron cuatro años como banda de garaje, lanzando varios demos y EP antes de firmar con Hydra Head Records. A través del sello, Botch lanzó dos álbumes de estudio: American Nervoso (1998) y We Are the Romans (1999), realizando extensas giras con bandas contemporáneas como The Blood Brothers, The Dillinger Escape Plan, Ink & Dagger y Jesuit. 
En 2002, el grupo se separó debido a tensiones y las diferencias creativas entre sus miembros. Hydra Head lanzó póstumamente un EP con canciones no lanzadas llamado An Anthology of Dead Ends y 061502, álbum en vivo que documenta su show final.
Tras el quiebre, sus miembros formaron o se unieron a nuevas bandas de Seattle/Tacoma, como Minus the Bear, Narrows, Roy, Russian Circles y These Arms Are Snakes.
A pesar de que Botch fue bien recibido en crítica e influenciales para decenas de nuevas bandas, generalmente fueron ignorados por la escena hardcore punk underground de Washington.

## Influencias y legado
Las principales influencias para la banda fueron Drive Like Jehu, Sepultura, Soundgarden, Meshuggah, Helmet, Alice in Chains, Earth Crisis y Undertow.
Bandas como American Standards, Architects, The Blood Brothers, Between the Buried and Me, Breather Resist, Cancer Bats, Curl Up and Die, The Fall of Troy, Johnny Truant, Frank Turner de Million Dead, Norma Jean, The Ocean, Owl City, The Used, Vein y Underoath han mostrado inspiración del cuarteto.

## Miembros
- Dave Verellen – voces
- Dave Knudson – guitarras
- Brian Cook – bajo, piano, coros
- Tim Latona – batería, percusión

Colaboradores

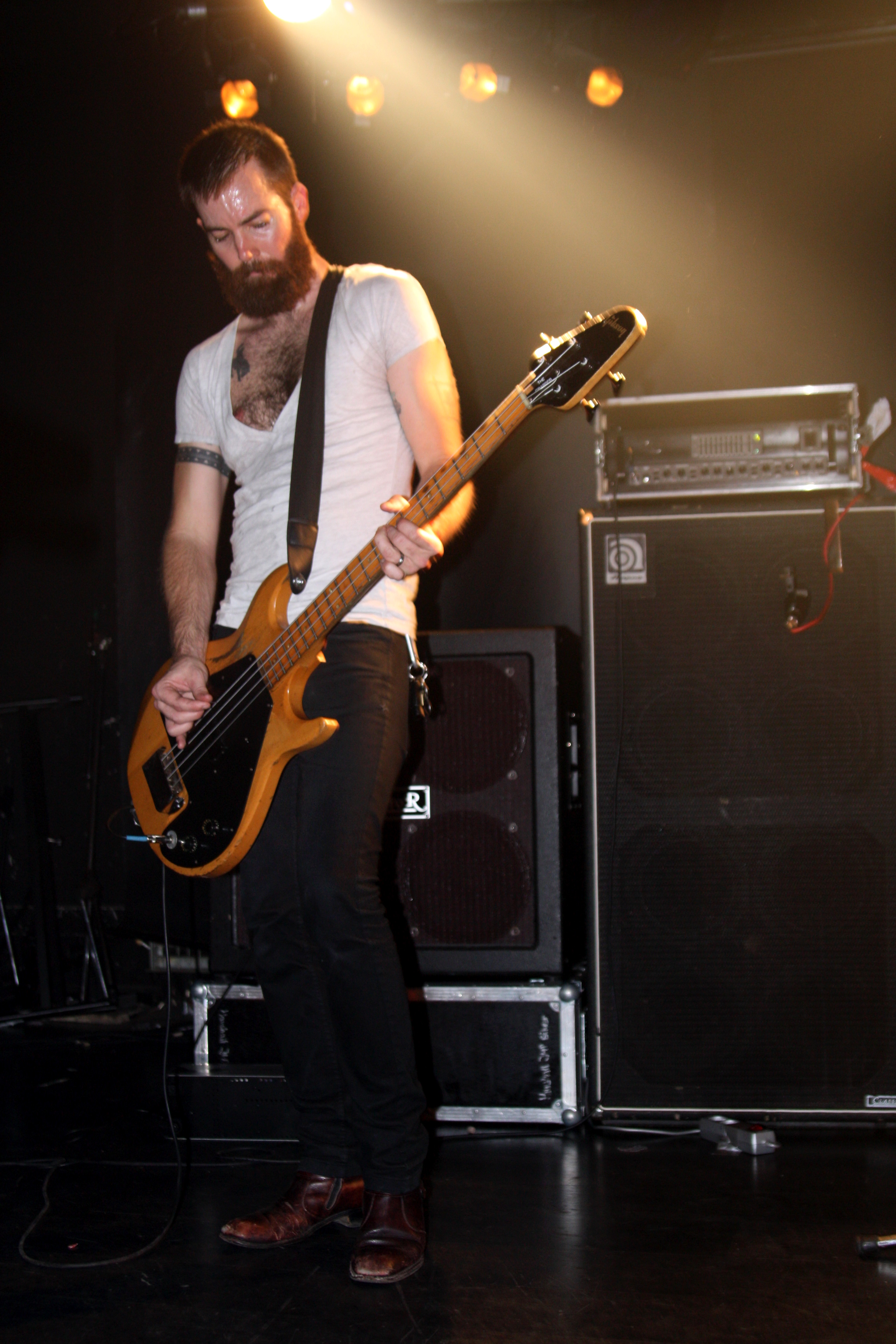
El bajista Brian Cook, 2008

- Matt Bayles – ingeniero de sonido
- John Pettibone – manager, técnico de luces, coros
- Ben Verellen – técnico de luces, coros

## Discografía
Álbumes de estudio
- American Nervoso (1998, Hydra Head)
- We Are the Romans (1999, Hydra Head)

Álbumes en vivo
- 061502 (2006, Hydra Head)

Álbumes compilatorios
- The Unifying Themes of Sex, Death and Religion (1997, Excursion)
- Unifying Themes Redux (2002, Excursion/2006, Hydra Head)

Box sets
- Vinyl Box Set (2016, Hydra Head)

EP
- Faction (1995, World of Hurt/Threshold)
- The John Birch Conspiracy Theory (1996, Phyte)
- An Anthology of Dead Ends (2002, Hydra Head)

Splits
- Botch / Nineironspitfire (1997, Indecision)
- In These Black Days Volume 5 con Cave In (1999, Hydra Head)
- Botch / Murder City Devils (1999, Excursion)
- Botch / Ananda / Knut (2000, Mosh Bart)

Apariciones en compilatorios
| Año  | Canción                             | Compilación                  | Sello                          |
| ---- | ----------------------------------- | ---------------------------- | ------------------------------ |
| 1995 | "Circle 11"                         | Psycho Civilized             | Elevator Music                 |
| 1996 | "Closure"                           | I Just Can't Live Without It | Mountain Records               |
| 1997 | "End of Discussion"                 | Brewing                      | Excursion Records              |
| 1997 | "Rock Lobster" (cover de The B-52s) | All About Friends            | Point Furthest from the Middle |

## Videografía
Álbumes en video
- 061502 (Hydra Head, 2006)

Videos musicales
- "Saint Matthew Returns to the Womb" (2002)

Apariciones
| Año  | Canción                                    | Compilación                                 | Sello              |
| ---- | ------------------------------------------ | ------------------------------------------- | ------------------ |
| 2002 | "Liquored Up and Laid" (en vivo)           | Indecision Video Vault, Vol. 1              | Indecision Records |
| 2008 | "Live Im Chez Heinz, Hannover, 20.11.2000" | The Edge Of Quarrel: Punk Vs. Straight Edge | Excursion Records  |